# 山口尚章
山口 尚章（やまぐち なおあき、1886年（明治19年）5月6日 - 1952年（昭和27年）4月2日）は、内務官僚。長崎県大村市長。旧姓・冨永。

## 経歴
長崎県東彼杵郡千綿村瀬戸郷（現東彼杵町瀬戸郷）で、冨永新作の長男として生まれる。1895年（明治28年）3月1日、母の実家、彼杵村坂本郷俵坂の山口家の養子となる。長崎県立長崎中学校を経て、1905年（明治38年）第一高等学校に入学したが病のため退学。その後静養して、1911年（明治44年）早稲田大学政治科を卒業。1913年（大正2年）に高等文官試験に合格した。愛媛県属、西宇和郡長、愛媛県理事官、福島県理事官、佐賀県理事官、岩手県警察部長、鳥取県内務部長、滋賀県内務部長、鹿児島県警察部長、沖縄県内務部長、福井県内務部長、同総務部長を歴任し、1936年（昭和11年）に退官した。
1942年（昭和17年）に初代大村市長に就任し、1946年（昭和21年）まで在任した。その後、「翼賛大村市」のため公職追放となり、俵坂の実家に戻った。